# آفانیا
آفانیا (به لاتین: Afania) یک منطقهٔ مسکونی در قبرس شمالی است که در ناحیه لفکوشا واقع شده‌است. آفانیا ۷۱۳ نفر جمعیت دارد.